# Super Summer
〈Super Summer〉(수퍼 서머, スーパー・サマー)는 일본의 걸 그룹 NiziU의 첫 번째 디지털 싱글이다. 2021년 7월 5일에 Epic Record Japan에서 발매됐다. 코카콜라 “이 순간이, 나.”(この瞬間が、私。) Summer편의 광고 음악에 사용되고 있다.

## 개요
두 번째 싱글 〈Take a picture / Poppin' Shakin'〉로부터 약 3개월 만의 신곡 발매이다. 데뷔하고나서 첫 디지털 싱글이다.
2021년 7월 2일 저녁 8시에 디지털 싱글 발매가 발표되었으며, 사전 예약을 시작했다.

## 차트 성적
2021년 7월 14일(집계 기간: 2021년 7월 5일 ~ 7월 11일)에 공개된 빌보드 재팬 차트 Download Songs에서 첫 등장으로 3위(22,101DL)를 기록했다. 또, 주간 5,338,736회 재생으로 스트리밍 13위를 기록했으며, 종합 차트 JAPAN HOT 100에서는 8위로 처음 차트인하였다.

### 주간 차트
| 차트 (2021년)                          | 최고 순위 |
| -------------------------------------- | --------- |
| 일본 (Billboard Japan Hot 100)         | 8         |
| 일본 (Billboard Japan Download Songs)  | 3         |
| 일본 (Billboard Japan Streaming Songs) | 13        |
| 일본 (오리콘 디지털 싱글)              | 3         |